# Волконский, Дмитрий Петрович
Князь Дми́трий Петро́вич Волко́нский (1764—1812) — русский командир эпохи наполеоновских войн, генерал-лейтенант, военный губернатор Архангельской губернии (1797).
Рюрикович, из княжеского рода Волконских. Сын князя П. А. Волконского (1724—1801) и Анисьи Ивановны урожденная Гагина (1737—1782). Дядя светлейшего князя П. М. Волконского, который стал его наследником.

## Биография
Произведён из капитан-поручиков Преображенского полка в капитаны (04 марта 1788). Из гвардии капитанов в полковники (31 декабря 1792).
15 сентября 1794 г. награждён орденом св. Георгия 3 класса 

Во уважение на усердную службу и отличное мужество, оказанное им сперва 8 июля при Свинчанах и Пошемянах, где он, командуя отрядом, разбил мятежников польских, овладев их пушками, а потом при овладении укреплениями и самым городом Вильною, нанес многочисленному неприятелю поражение и участвовал в одержанной победе.
Бригадир, генерал-майор (08.05.1797), генерал-лейтенант (18.10.1798). Член Главной Военной коллегии, участвовал в комиссии, учрежденной под председательством Великого Князя Константина Павловича, для рассуждения о нуждах армии, членами которой были князья: Прозоровский, Долгорукий и генералы: Татищев, Свечин и Ламб (1801).
Находился в действующей армии на Кавказе (1804), где неудача князя Цицианова под Эриванью приписана была его замедлению, вследствие чего к концу года он отозван из армии. Находился в качестве генерал-интенданта армии в числе немногих лиц свиты, выехавших (18 марта 1807) с императором Александром I Павловичем в действующую армию.
Умер он от ран после продолжительной болезни († 30 сентября 1812) в селе Малинки, Рязанской губернии, где и был временно погребен.
Жена: Екатерина Алексеевна урождённая Мельгунова (1770—1853), дочь генерал-губернатора А. П. Мельгунова и Натальи Ивановны урождённая Салтыкова, статс-дама — известна благоустройством подмосковной усадьбы Суханово Подольского уезда. Она перенесла прах мужа в блистательный мавзолей, выстроенный в Суханово по проекту Жилярди.